# 確率的割引ファクター
確率的割引ファクター（かくりつてきわりびきファクター、英: stochastic discount factor）とは、
金融経済学やマクロ経済学、数理ファイナンスなどにおいて、金融資産の理論的な価格を決定するために用いられる概念である。プライシング・カーネル（英: pricing kernel）、状態価格密度（英: state-price density）と呼ばれることもある。確率的割引ファクターが存在するならば、金融市場におけるあらゆる金融資産の資産価格はその資産のインカム・ゲインを確率的割引ファクターで割り引いたものの総和の期待値となる。金融経済学やマクロ経済学におけるほとんどの資産価格モデルが確率的割引ファクターを用いた式で表現可能であり、無裁定価格理論やリスク中立確率、限界代替率などの経済学における他の概念とも関連が深い重要な概念である。

## 概要
確率的割引ファクターが存在するならば、任意の金融資産 {\displaystyle i} の時点 {\displaystyle t} における資産価格 {\displaystyle p_{i,t}} は次の方程式で決定する。
{\displaystyle p_{i,t}=E_{t}[m_{t+1}(p_{i,t+1}+d_{i,t+1})]}
ここで、{\displaystyle E_{t}} は時点 {\displaystyle t} までの情報による条件付期待値であり、{\displaystyle d_{i,t+1}} は時点 {\displaystyle t+1} において金融資産 {\displaystyle i} を保有していることで得られる利益である。確率変数 {\displaystyle m_{t+1}} は全ての金融資産において共通であり、この {\displaystyle m_{t+1}} を確率的割引ファクターと呼ぶ。再帰的代入を繰り返せば適切な条件の下で
{\displaystyle p_{i,t}=E_{t}\left[\sum _{k=1}^{\infty }\left(\prod _{s=1}^{k}m_{t+s}\right)d_{i,t+k}\right]}
として表すこともできる。連続時間モデルにおいては次のように表現される。
{\displaystyle p_{i,t}={\frac {1}{Z_{t}}}E_{t}\left[\int _{0}^{s}Z_{t+u}d_{i,t+u}du+Z_{t+s}p_{i,t+s}\right]}
この時、{\displaystyle Z_{t}} が連続時間における確率的割引ファクターとなる。これもまた、適切な条件の下で極限を取れば、
{\displaystyle p_{i,t}={\frac {1}{Z_{t}}}E_{t}\left[\int _{0}^{\infty }Z_{t+u}d_{i,t+u}du\right]}
と表すことが出来る。
確率的割引ファクターは金融市場において一物一価の法則が成立するならば必ず存在する。また、非負の確率割引ファクターが存在する必要十分条件は金融市場において裁定機会が存在しないことである（アセットプライシングの第一基本定理）。さらに、無裁定であると仮定した時、確率的割引ファクターが一意に決定することの必要十分条件が金融市場が完備市場であることである（アセットプライシングの第二基本定理）。

## 異なる表現
金融資産 {\displaystyle i} のグロスリターンを {\displaystyle R_{i,t+1}={\frac {p_{i,t+1}+d_{i,t+1}}{p_{i,t}}}} とすると、
{\displaystyle 1=E_{t}[m_{t+1}R_{i,t+1}]}
と表すことが出来る。この式は
{\displaystyle 1=E_{t}[m_{t+1}R_{i,t+1}]=E_{t}[m_{t+1}]E_{t}[R_{i,t+1}]+\mathrm {Cov} _{t}(m_{t+1},R_{i,t+1})}
と変形できる。{\displaystyle \mathrm {Cov} _{t}(m_{t+1},R_{i,t+1})} は {\displaystyle m_{t+1}} と {\displaystyle R_{i,t+1}} の共分散である。よって
{\displaystyle E_{t}[R_{i,t+1}]={\frac {1}{E_{t}[m_{t+1}]}}-{\frac {\mathrm {Cov} _{t}(m_{t+1},R_{i,t+1})}{E_{t}[m_{t+1}]}}}
となる。さらに、ゼロクーポン債券のグロスの利子率を {\displaystyle R_{\mathrm {f} ,t+1}} とすれば
{\displaystyle 1=E_{t}[m_{t+1}]R_{\mathrm {f} ,t+1}}
である。よって
{\displaystyle E_{t}[R_{i,t+1}]-R_{\mathrm {f} ,t+1}=-R_{\mathrm {f} ,t+1}\mathrm {Cov} _{t}(m_{t+1},R_{i,t+1})}
として表現することもできる。

## リスク中立確率測度との関係
確率的割引ファクター {\displaystyle m_{t+1}} が存在し、かつ非負であると仮定する。ゼロクーポン債券の利子率を {\displaystyle r_{\mathrm {f} ,t+1}=R_{\mathrm {f} ,t+1}-1} とする。すると
{\displaystyle p_{i,t}=E_{t}[m_{t+1}(p_{i,t+1}+d_{i,t+1})]=E_{t}\left[{\frac {m_{t+1}}{E_{t}[m_{t+1}]}}{\frac {p_{i,t+1}+d_{i,t+1}}{1+r_{\mathrm {f} ,t+1}}}\right]}
が成り立つ。ここで {\displaystyle m_{t+1}/E_{t}[m_{t+1}]} は確率測度（確率）に対するラドン＝ニコディム微分と見なせるので、
{\displaystyle m_{t+1}/E_{t}[m_{t+1}]} によって作られる新しい確率測度に対する期待値オペレーターを {\displaystyle {\widetilde {E}}} で表せば、
{\displaystyle p_{i,t}={\widetilde {E}}_{t}\left[{\frac {p_{i,t+1}+d_{i,t+1}}{1+r_{\mathrm {f} ,t+1}}}\right]}
が成り立つ。このようにして作られた仮想上の新しい確率測度は定義からリスク中立確率に一致する。

## 確率的割引ファクターの具体例

### 資本資産価格モデル
資本資産価格モデルを表現する確率的割引ファクターの一つの例は市場ポートフォリオの収益率を {\displaystyle r_{\mathrm {m} }} 、無リスク金利を {\displaystyle r_{\mathrm {f} }} とすれば、次のように表される。
{\displaystyle m={\frac {1}{1+r_{\mathrm {f} }}}-{\frac {E[r_{\mathrm {m} }]-r_{\mathrm {f} }}{(1+r_{\mathrm {f} })\mathrm {Var} (r_{\mathrm {m} })}}(r_{\mathrm {m} }-E[r_{\mathrm {m} }])}

### マルチファクターモデル
一般に、確率的割引ファクターがファクターと呼ばれる変数 {\displaystyle F_{k},k=1,\dots ,K} の線形結合として
{\displaystyle m=a+b_{1}F_{1}+\dots +b_{K}F_{K}}
と表されるのであれば、金融資産 {\displaystyle i} のリターン {\displaystyle R_{i}} を {\displaystyle F_{k},k=1,\dots ,K} で回帰した係数を {\displaystyle \beta _{i,k},k=1,\dots ,K} として、
{\displaystyle E[R_{i}]=\gamma +\beta _{i,1}\lambda _{1}+\dots +\beta _{i,K}\lambda _{K}}
が成立する。ここで {\displaystyle \gamma ,\lambda _{1},\dots ,\lambda _{K}} は全ての金融資産 {\displaystyle i} に共通の定数である。裁定価格理論や異時点間CAPMなどのマルチファクターモデルはこのような期待リターンの表現を持つ。

### ブラック＝ショールズモデル
オプションの価格付けで用いられるブラック＝ショールズモデルでは株式が以下の幾何ブラウン運動に従う。
{\displaystyle dS_{t}=\mu S_{t}dt+\sigma S_{t}dW_{t}}
ただし、{\displaystyle \mu ,\sigma } は定数で、{\displaystyle W_{t}} はブラウン運動である。また利子率も定数 {\displaystyle r} である。この時、確率的割引ファクターは
{\displaystyle Z_{t}=Z_{0}\exp \left\{-rt-{\frac {1}{2}}\lambda ^{2}t-\lambda W_{t}\right\}}
である。ただし、{\displaystyle \lambda ={\frac {\mu -r}{\sigma }}} であり、この {\displaystyle \lambda } はリスクの市場価格（英: market price of risk）と呼ばれる。

### 消費CAPM
投資家の期待効用関数が以下のように表されるとする。
{\displaystyle E\left[\sum _{t=0}^{\infty }\beta ^{t}u(c_{t})\right]}
ただし、{\displaystyle \beta } は効用の主観的割引率で、{\displaystyle u} は微分可能な関数であり、{\displaystyle c_{t}} は時点 {\displaystyle t} における消費額とする。いわゆる消費CAPMであるが、この時、確率的割引ファクターは
{\displaystyle m_{t+1}=\beta {\frac {u^{\prime }(c_{t+1})}{u^{\prime }(c_{t})}}}
と表される。ただし、{\displaystyle u^{\prime }} は関数 {\displaystyle u} の微分である。このように、消費CAPMにおいて確率的割引ファクターは消費の異時点間限界代替率（英: intertemporal marginal rate of substitution, IMRS）となる。
特に期待効用関数を時間について加法分離的な相対的リスク回避度一定(CRRA)型効用関数とすると
{\displaystyle m_{t+1}=\beta \left({\frac {c_{t+1}}{c_{t}}}\right)^{-\gamma }}
として表される。ただし、{\displaystyle \gamma } は相対的リスク回避度である。